# Grup parlamentari basc-català
El grup parlamentari basc-català, oficialment grup parlamentari de les minories basca i catalana, es va constituir al Congrés dels Diputats espanyol en 1977, entre la constitució dels grups parlamentaris el 26 de juliol i l'aprovació del reglament del Congrés i posterior adequació dels grups parlamentaris a aquestes normes el 24 d'octubre de 1977, encara que realment els seus últims membres el van abandonar el 18 d'octubre, a l'inici de la Legislatura Constituent, incloent parlamentaris de formacions nacionalistes basques i catalanes.
Després de les eleccions generals de 1977, es van constituir les cambres legislatives. No obstant això, atès que les últimes eleccions democràtiques s'havien celebrat al febrer de 1936 i que durant la república, les Corts eren unicamerals, el Congrés mancava de reglament. En les sessió del 14 de juliol de 1977, es va dur a terme una votació per establir, de forma provisional, les condicions per formar grups parlamentaris. Va tirar endavant la proposta socialista de requerir un mínim de quinze diputats per constituir un grup parlamentari.
A conseqüència d'això, van formar el Grup basc-català 22 diputats: els 8 del Partit Nacionalista Basc, els 5 de Convergència Democràtica de Catalunya, els 2 d'Esquerra Democràtica de Catalunya, els 4 del Partit Socialista de Catalunya-Reagrupament (els onze últims, de CDC, EDC i PSC-R, escollits en les candidatures del Pacte Democràtic per Catalunya), el diputat d'Unió Democràtica de Catalunya (escollit en la candidatura de la coalició UCiDCC), el d'Esquerra Republicana de Catalunya i el d'Euskadiko Ezkerra. Miquel Roca (CDC) va ser el portaveu del grup i Xabier Arzalluz (PNB) i Joaquim Arana i Pelegrí (PSC-R) van ser nomenats suplents.
Miquel Roca va ser el representant del Grup Basc-Català en la ponència constitucional, en cedir a aquest grup un dels dos que tenia el PSOE.
En aprovar-se el reglament definitiu, les condicions es van relaxar. Encara que es mantenia el llindar genèric de quinze diputats, es va permetre que candidatures que haguessin obtingut més de 250.000 vots i el 20% dels escons en el conjunt de les circumscripcions en què s'haguessin presentat poguessin formar grup. Així, el grup es va dissoldre a l'octubre de 1977, abandonant-lo el dia 14 els diputats del PNB i EE, i entre el 18 i 19, la resta. D'aquesta manera, es van formar en el seu lloc les minories basca i catalana. La Minoria Basca va agrupar als vuit diputats del PNB, mentre que la Minoria Catalana la van compondre la resta de parlamentaris del Grup basc-català (tretze en total).

## Composició del Grup parlamentari basc-català
| Composició inicial                                  |        | |
| Partit                                              | Escons | Diputats |
| Partit Nacionalista Basc (PNV)                      | 8      | Iñigo Agirre Kerexeta, Juan de Ajuriaguerra Ochandiano, Xabier Arzalluz, Gerardo Bujanda Sarasola, José Ángel Cuerda Montoya, Andoni Monforte Arregui, Pedro María Sodupe Corcuera, Marcos Vizcaya Retana |
| Convergència Democràtica de Catalunya (CDC)         | 5      | Ángel Manuel Perera Calle, Jordi Pujol, Miquel Roca, Ramon Sala Canadell, Josep Sendra i Navarro |
| Partit Socialista de Catalunya-Reagrupament (PSC-R) | 4      | Joaquim Arana i Pelegrí, Joan Paredes Hernández, Josep Pau i Pernau, Josep Verde i Aldea |
| Unió Democràtica de Catalunya (UDC)                 | 1      | Anton Cañellas i Balcells |
| Esquerra Democràtica de Catalunya (EDC)             | 2      | Macià Alavedra, Ramon Trias i Fargas |
| Esquerra Republicana de Catalunya (ERC)             | 1      | Heribert Barrera |
| Euskadiko Ezkerra (EE)                              | 1      | Francisco Letamendia |